# Chiesa di Santa Maria alla Fonderia
La chiesa di Santa Maria alla Fonderia (Marienkapelle in der Schmölz o Unsere liebe Frau im Walde auf der Schmelz in tedesco) è una piccola cappella nella zona boschiva nel comune di Martello, in Alto Adige. Appartiene alla diocesi di Bolzano-Bressanone e risale al XV secolo.

## Storia
La cappella di Santa Maria alla Fonderia è una chiesa di pellegrinaggio che venne citata da documenti già nel 1448. Fu costruita nella Val Martello in prossimità di una miniera di argento e si trova sul sito dove anticamente si raccoglievano i minerali contenente l'oro e l'argento estratto dalle miniere. Venne donata dai conti Hendl di Castelbello nel 1711, e nel 1816, a causa della carestia che colpì il territorio, venne venduta.
Nel 1856 il piccolo edificio venne ampliato e fu eretta la torre campanaria e nel 1894 fu oggetto di una ricostruzione che le diede forme neogotiche. Sembra che i minatori abbiano fatto dono delle prime campane, e tra queste una campanella d'argento. 
A partire dagli anni quaranta, con la conclusione della seconda guerra mondiale, divenne meta di pellegrinaggio e il 2 luglio di ogni anno (o la prima domenica del mese) si celebra la festa che ricorda la sua consacrazione con una processione prendendo come punto di riferimento anche il masso erratico che si trova vicino alla chiesa.

## Descrizione
La piccola chiesa è stata dichiarata monumento sottoposto a tutela col numero 15861 nella provincia autonoma di Bolzano e si trova su un sentiero escursionistico e meta di pellegrinaggio, a circa metà del percorso tra il piccolo abitato di Ganda e il lago di Gioveretto, a breve distanza del centro sci di fondo e biathlon di Martello.
La chiesetta ha una struttura semplice, a capanna con due spioventi. Il portale di accesso con forma ogivale è affiancato da due piccole finestrelle e protetto da una tettoia in legno. Tettoia e copertura del tetto sono rifinite in scandole di legno. Le due facciate laterali della chiesa hanno entrambe due ampie finestre, anch'esse di forma ogivale. La torre campanaria si alza nella parte posteriore, unita alla struttura della chiesa. La sua cuspide è a forma di piramide ottagonale acuta. Sulla parte anteriore riporta la data 1857, anno nel quale fu completata la sua costruzione.